# Pred da se razdeni
Pred da se razdeni (Macedonisch voor Voor de zonsopgang) is een single van de Macedonische zanger Vlatko Lozanoski en de Macedonische zangeres Esma Redžepova. Het was de Macedonische inzending voor het Eurovisiesongfestival 2013 in Malmö te Zweden. Het lied haalde er geen finaleplaats. Het nummer is geschreven door Magdalena Cvetkoska.